# Hans Hartvig Seedorff Pedersen (dokumentarfilm)
Hans Hartvig Seedorff Pedersen er en dansk dokumentarfilm fra 1945.

## Handling
En optagelse af digteren Hans Hartvig Seedorff Pedersen, der fremsiger sit digt Der rider en Konge.